# 希腊黑暗时代
希腊黑暗时代（英语：Greek Dark Ages），又称荷馬時代（根据荷马史诗）、几何时代（根据当时的几何艺术），是指希腊历史中从公元前11世纪迈锡尼文明覆灭到公元前9世纪第一个城邦的建立的历史时期，也是荷马史诗的年代。
考古学显示，公元前1200年后的一段时间，地中海东部的青铜文明都经历了大陷落，宫殿和城市都被毁、丢弃。周围的赫梯帝国也在这一时间灭亡，从特洛伊到加沙的城市被摧毁。这次陷落后，定居点变的更小更少，意味着经历了饥荒和人口减少。在希腊，迈锡尼贵族使用的线形文字B在这一时期也消失了。公元前1100年以后，古希腊陶器上，像迈锡尼时期那样形象的纹饰没有了，取而代之的是简单的几何图案（公元前1000–公元前700）。
传统上认为这一时期的希腊本土，失去了和外界的所有联系，这一时期没有任何的文化成长和进步。但是从埃维亚岛利兰丁平原上的莱夫坎迪出土的文物来看，和东方(尤其是黎凡特)的重要的文化和贸易路线，在公元前900年后发展起来，并出现了希腊人在后迈锡尼的塞浦路斯和叙利亚Al Mina海岸出现的证据。

## 迈锡尼的陷落
迈锡尼文明从公元前1200年开始陷落。考古学显示，公元前1100年世纪前后，在宫殿中心和周围，迈锡尼文化高度组织化的定居点被抛弃和毁灭。公元前1050年，迈锡尼文明可识别的特点消失了，人口也明显地下降。 许多解释认为迈锡尼文明和青銅時代晚期衰退是由于气候和环境的灾难，加之多利安人或者海上民族的入侵，或者是锋利的铁质武器的传播，但没有一个解释符合现有的考古证据。

## 地中海上的战争和海上民族
这一时期在地中海东部的一些地方发生了大规模的反抗，周围生活艰难的人们由于政治和经济的不稳定，企图推翻现有的国家。赫梯帝国的一部分被一支称作“海上民族”的人入侵并占领，海上民族的由来不详，可能来自地中海的不同地区如黑海、爱琴海和安纳托利亚地区。前13-12世纪在卡纳克神庙和卢克索的铭文和雕像，是有关海上民族的唯一资料。“海上民族”一词也是埃及人自己创造并记录在他们的军功簿上的。
这支民族可能也攻击过埃及两次，一次是在麦伦普塔统治时期的前1208年，一次是在拉美西斯三世统治时期的前1178年。

## 文化

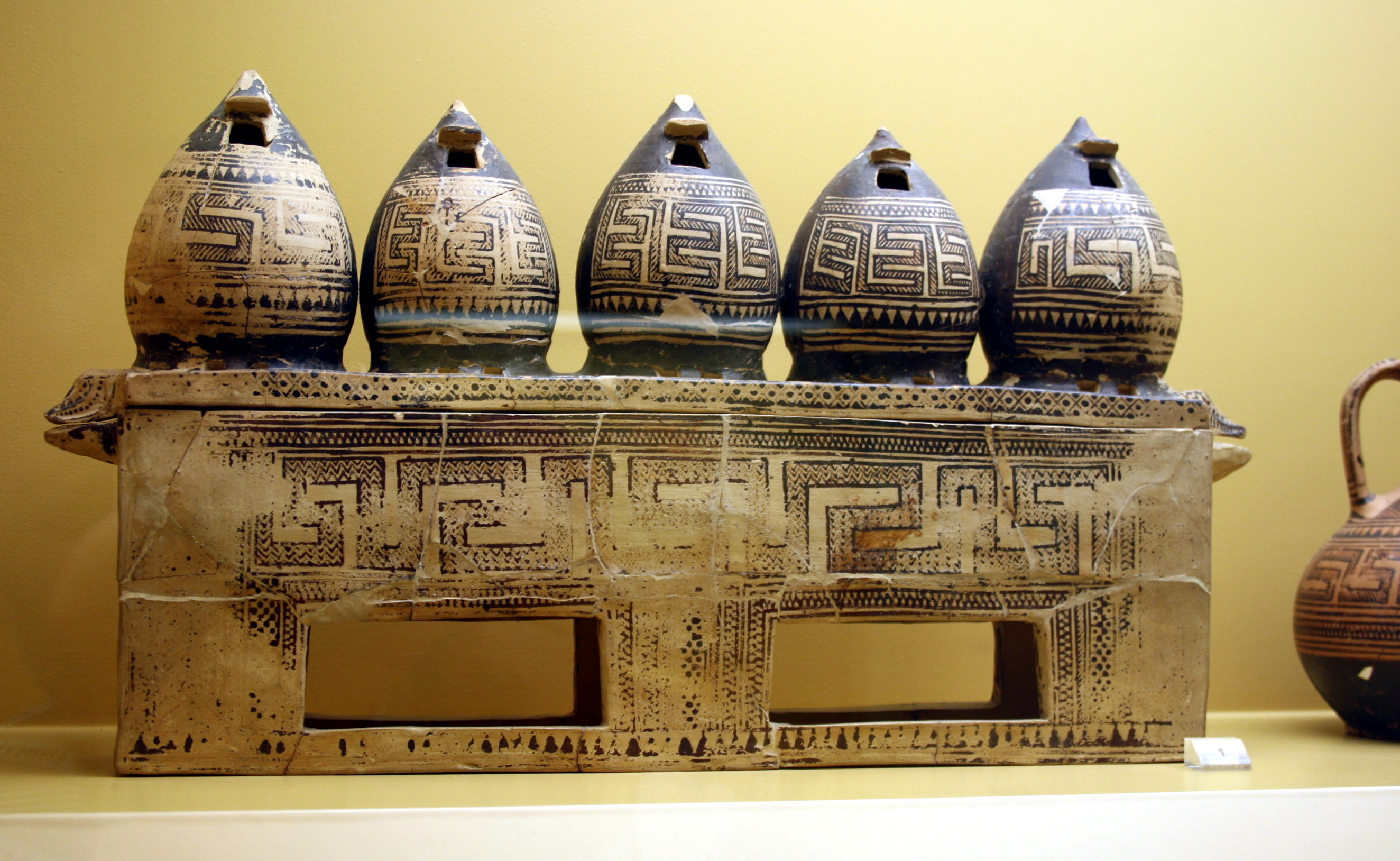
几何风格的谷仓型陶器。在阿塔罗斯柱廊内的雅典古市集博物馆展放。来自几何时代早期的一个富有的孕妇的火葬。前850年

## 另見
- 希腊英雄时代
- 社会崩溃